# Zonguldak (provins)

Zonguldak i västra svartahavsregionen i Turkiet. Provinsen har en yta på cirka 3 481 km² och har en befolkning på 615,599. Provinshuvudstaden heter Zonguldak och har en befolkning på 104 276 (2000). I staden ligger en viktig hamn och många kolgruvor.
Sedan upptäckten av kol är provinsen ett stort produktionscenter för kol i Turkiet.